# Volkizm
Volkizm – niemiecka skrajnie prawicowa ideologia o charakterze neoromantycznym, irracjonalnym i rasistowskim, skłaniającym się do panteistycznej, neopogańskiej mistyki „krwi i ziemi” (Blut und Boden), wyrastająca z protestanckiej idei predestynacji.

## Charakterystyka
W nacjonalizmie i rasizmie niemieckim od czasów Fichtego (1762–1814) i G. W. F. Hegla ta protestancka teza została przekształcona w doktrynę o istnieniu narodów predestynowanych (Urvolk – „pranaród” Fichtego); Volksgeist – „duch narodu” Hegla (heglizm), która, po zlaicyzowaniu tej doktryny w epoce pozytywizmu, przekształciła się w pseudonaukowy dyskurs o istnieniu wyższych i niższych ras ludzkich.
Teorie rasowe Anglika Houstona S. Chamberlaina (1855–1927) i Francuzów: Josepha Arthura de Gobineau i Georges’a Vachera de Lapouge’a (1854–1936) przyczyniły się do uznania rasizmu volkistowskiego za mający podstawy naukowe i zainteresowania nim przede wszystkim warstw wykształconych społeczeństwa niemieckiego epoki wilhelmińskiej.
Hegel, Fichte, Schelling, Schleiermacher oraz Gobienau wpłynęli na poglądy Paula de Lagarde, którego filozofia odcisnęła piętno na volkizmie.
Volkizm głosi m.in. iż dusza człowieka jest częścią większej duszy Ludu (niem. Volk), a ta – duszy świata. Dusza Ludu kształtowana jest przez krajobraz (niem. Landschaft) i raz ukształtowana, nie podlega zmianie, a także że cechy narodowe są uzależnione od krajobrazu, w jakim ukształtował się naród na początku swoich dziejów; np. cechy Żydów ukształtowały się na pustyniach i dlatego naród ten ma cechować płytkość, jałowość, oschłość. Brak głębi i sił twórczych ma być odbiciem upałów i towarzyszącego im uczucia bezsensu, typowego dla klimatu pustynnego; wyrazem tego rzekomego spodlenia ma być wygląd zewnętrzny Żydów, szczególnie charakterystyczny nos, oraz zapach cebuli i czosnku. Odwrotnością jest klimat Północy, charakteryzujący się wilgotnymi i zimnymi lasami Pragermanii, gdzie ludzie z utęsknieniem wyglądają słońca – dlatego Niemcy są ludźmi światła (Lichtmenschen); ich blond włosy i niebieskie oczy wskazują na czystość duszy. Pragermanie, jako lud osiadły, mają być ludem zakorzenionym w ziemi; Żydzi, jako pierwotni koczownicy, mają być ludem naturalnie wykorzenionym, o mentalności nomadów, niezdolnym pokochać ojczyzny i zakorzenić się trwale w jakiejkolwiek ziemi; ich nomadyzm rzekomo ujawnia się w postaci naturalnej skłonności do kosmopolityzmu.
Volkiści uznali, że świat liberalny epoki wilhelmińskiej jest jałowy, bezbarwny, szary – zupełnie jak pustynie arabskie; pozwoliło to uznać, że nie jest on wytworem ducha niemieckiego, lecz żydowskiego, co dało asumpt do neopogańsko-rasistowskiego antysemityzmu. Ideolodzy volkizmu szybko utożsamili Żydów z powstawaniem wielkich miast i procesem industrializacji i narodzin stosunków kapitalistycznych, a ponieważ stosunki te wytworzyły demokrację, również ją przypisano Żydom. Niemcy mieli być z natury narodem apolitycznym, przeciwnym polityce i partiom. Tej apokalipsie nowoczesności przeciwstawiano wizję tradycyjnego niemieckiego Bauera (chłopa), nie znającego pojęcia zysku, egoizmu i relatywizmu moralnego. Chłop stał się ucieleśnieniem mitu zdrowego moralnie Niemca, walczącego z przybyszem z miasta – czyli zajmującym się handlem Żydem. Niektórzy volkiści opowiadali się za przywróceniem niewolnictwa dla ras niższych, szczególnie Żydów. Niechęć kulturowa i ekonomiczna do Żydów dosyć szybko nabrała charakteru brutalnego; w licznych powieściach volkistowskich Niemcy zaczęli mordować swoich żydowskich panów i wyzyskiwaczy, co dało powód do przekonania, że rasy walczą ze sobą nie na polu kultury, lecz w siłowej konfrontacji na śmierć i życie.
Volkizm przeszedł transformację przekształcając się w efekcie w rasistowski Herrenvolk. 